# عيون قلبي (ألبوم)
عيون قلبي هو أحد ألبومات المطربة نجوى كرم وصدر في عام 2000 وقد احتوى الألبوم على ثمان أغاني.

## الأغاني
1. قلبي من جوا
2. اسمك بيشرفني
3. خليك على الأرض
4. خمس نجوم
5. مجبورة
6. عيون قلبي
7. ولهانة
8. نجوى 2000